# Alfa Arae
Alfa Arae (α Arae, förkortat Alfa Ara, α Ara) är en ensam stjärna belägen i den norra delen av stjärnbilden Altaret. Den har en genomsnittlig skenbar magnitud på 2,93, är synlig för blotta ögat och den näst ljusaste stjärnan i stjärnbilden. Baserat på parallaxmätning inom Hipparcosuppdraget på ca 12,2 mas, beräknas den befinna sig på ett avstånd på ca 270 ljusår (ca 82 parsek) från solen. På det beräknade avståndet minskar stjärnans skenbara magnitud med 0,10 enheter genom skymning orsakad av interstellär gas och stoft.

## Egenskaper
Alfa Arae är en blå till vit stjärna i huvudserien av spektralklass B2 Vne, där 'n'-suffixet anger att absorptionslinjerna i stjärnans spektrum är suddiga på grund av Dopplereffekten från snabb rotation. Den har en beräknad massa som är nästan 10 gånger större än solens massa, en radie som är ca 4,5 gånger större än solens och utsänder från dess fotosfär ca 5 800 gånger mera energi än solen vid en effektiv temperatur av ca 18 000 K.
Den uppmätta projicerade rotationshastigheten hos Alfa Arae har uppmätts så hög som 375 km/s. Meilland et al. (2007) uppskattar att stjärnans pol är snedställd med 55° mot siktlinjen, vilket ger en ekvatorial azimuthalhastighet av 470 km/s. Detta ligger nära den kritiska hastigheten där stjärnan skulle börja brytas upp. Den snabba rotationen orsakar en uttalad ekvatorial utbuktning på ca 2,4-2,7 gånger polarradien.
Alfa Arae  är en Be-stjärna, vilket anges av "e"-suffixet i stjärnans klassificering. Detta betyder att emissionslinjer observeras i spektret, vilka kommer från en omgivande skiva av material utstött från stjärnan på grund av dess snabba rotation. Den är en variabel stjärna med en magnitud som varierar mellan 2,76 och 2,90.